# یوکا تورونن
یوکا تورونن (فنلاندی: Jukka Turunen؛ زادهٔ ۲۹ ژانویهٔ ۱۹۶۴) بازیکن فوتبال اهل فنلاند بود.
از باشگاه‌هایی که در آن بازی کرده‌است می‌توان به باشگاه فوتبال کوپیون پالوسئورا و باشگاه فوتبال میپا اشاره کرد.
وی همچنین در تیم ملی فوتبال فنلاند بازی کرده‌است.